# اگر خیابان بیل می‌توانست حرف بزند
اگر خیابان بیل می‌توانست حرف بزند (انگلیسی: If Beale Street Could Talk) رمانی است از نویسنده آمریکایی جیمز بالدوین که در سال ۱۹۷۴ منتشر شد. این اثر که پنجمین رمان بالدوین (سیزدهمین اثر او در مجموع) است، داستانی است عاشقانه که در اوایل دهه ۱۹۷۰ میلادی در هارلم رخ می‌دهد. عنوان این رمان به آهنگ بلوز دبیلو. سی. هندی با عنوان «اندوه خیابان بیل» اشاره دارد. 
بری جنکینز اقتباسی سینمایی از این رمان به همین نام را کارگردانی کرد که در ۳۰ نوامبر سال ۲۰۱۸ اکران شد.  